# Championnat de Belgique de football de deuxième division 1968-1969
Navigation
saison précédente saison suivante
Le Championnat de Belgique de football de Division 2 1968-1969 est la 52e édition du championnat de deuxième niveau national en Belgique. Il oppose 16 équipes, qui s'affrontent deux fois chacune en matches aller-retour. Au terme de la saison, le champion et son dauphin sont promus en Division 1, alors que les deux derniers classés sont relégués en Division 3.
Le lutte pour le titre reste très incertaine durant toute la saison. Lors des cinq dernières journées, trois formations se détachent: l'AS Ostende, le Crossing Molenbeek et Waterschei. En fin de saison, le club limbourgeois termine troisième à un point d'Ostende et Molenbeek, et manque une nouvelle fois la montée en première division d'un rien. C'est le club ostendais qui est sacré champion pour avoir remporté une victoire de plus que son homologue bruxellois.
Le top-5 est complété par le Cercle de Bruges, promu en début de saison, et l'Olympic de Charleroi, relégué de première division douze mois plus tôt. Le second montant de « D3 », Turnhout, vit une saison tranquille et parvient à se classer en milieu de tableau. L'Antwerp, qui dispute la première saison de son Histoire en deuxième division après 64 saisons parmi l'élite, peine tout au long de la compétition et ne se classe que douzième. C'est encore aujourd'hui le plus mauvais classement historique du « Great Old ».
Trois équipes (Herentals, Seraing, Verviers) passent l'essentiel de la saison en bas de classement. Au fil de la compétition, Sint-Niklaasse SK finit par se retrouver concerné à son tour. Ce club et Verviers se sauvent lors de l'avant -dernière journée, au détriment du KFC Herentals. Le R. FC Sérésien avait de son côté été plus rapidement distancé. Les deux descendants retournent en troisième division après huit et quatre saisons en Division 2. Pour la petite histoire, ces deux clubs font également partie des trois équipes sur les seize engagées à ne pas encore avoir évolué parmi l'élite nationale. Seraing y parviendra pour la première fois en 1982, tandis qu'Herentals ne rejoindra jamais l'élite avant sa disparition en 1999. Le troisième, le Crossing Molenbeek est promu en fin de saison et disputera donc sa première saison parmi l'élite la saison prochaine.

## Changement d'appellation
Durant l'intersaison, le R. CS Brugeois, porteur du matricule 12, (promu depuis la « Division 3 ») change son appellation officielle qui devient K. SV Cercle Brugge. Ce changement, en fait le choix d'un nom en néerlandais, s'inscrit dans la logique du mouvement « nationaliste-régionaliste » flamand qui reprend force et vigueur à la suite de l'affaire du Walen buiten ! dans la cité universitaire de Louvain. Sous l'impulsion de la « nouvelle génération », celle qui n'a pas connu la guerre, la fin des années 1960 en Belgique est marquée par le développement de longues querelles communautaires, lesquelles débouchent sur la transformation du pays en un État fédéral.
Ce genre de décision n'est pas nouvelle. Plusieurs clubs ont déjà adapté leur appellation soit intégralement, soit en ne changeant que l'appellation « Royal(e) » pour le terme « Koninklijk(e) » (comme le R. FC Malinois qui devint K. FC Malinois en 1952).
En cette fin des « Sixties » et au début des « Seventies », dans un effet « boule de neige », de nombreux clubs flamands adoptent une dénomination en néerlandais. Toutefois, certaines exceptions sont notables, comme l'Antwerp, Cappellen ou encore le RC Wetteren qui considèreront que le terme « Royal » devant leur nom est aussi un terme anglais et donc rappelle les origines du football.

## Clubs participants
Seize clubs prennent part à cette édition, soit le même nombre que lors de la saison précédente.
Les matricules en gras indiquent les clubs qui existent toujours en 2012, les autres ont disparu.
| #  | Nom                                                    | Mat. | Ville           | Stades          | En D2 depuis    | Total en D2 | Saison précéd.  |
| -- | ------------------------------------------------------ | ---- | --------------- | --------------- | --------------- | ----------- | --------------- |
| 1  | Royal Antwerp Football Club                            | 1    | Deurne          | Bosuil          | 1968-1969 (1re) | 1 saison    | Division 1 15e  |
| 2  | Royal Olympic Club Charleroi                           | 246  | Montignies s/S. | de La Neuville  | 1968-1969 (1re) | 7 saisons   | Division 1 16e  |
| 3  | Royal Club Sportif Verviétois                          | 8    | Verviers        | de Bielmont     | 1961-1962 (8e)  | 29 saisons  | 3e              |
| 4  | Royal Football Club Sérésien                           | 17   | Seraing         | du Pairay       | 1965-1966 (4e)  | 26 saisons  | 12e             |
| 5  | Royal Tilleur Football Club                            | 21   | Tilleur         | de Buraufosse   | 1967-1968 (2e)  | 31 saisons  | 10e             |
| 6  | Koninklijke Berchem Sport                              | 28   | Berchem         | Het Rooi        | 1966-1967 (3e)  | 15 saisons  | 4e              |
| 7  | Royal Racing Club Tournaisien                          | 36   | Tournai         | Drève de Maire  | 1967-1968 (2e)  | 16 saisons  | 14e             |
| 8  | Koninklijke Football Club Diest                        | 41   | Diest           | Het Rooi        | 1965-1966 (4e)  | 8 saisons   | 7e              |
| 9  | Athletische Sportvereniging Oostende Kon. Maatschappij | 53   | Ostende         | Albert Park     | 1961-1962 (8e)  | 33 saisons  | 6e              |
| 10 | Koninklijke Football Club Herentals                    | 97   | Herentals       | St-Janneke      | 1961-1962 (8e)  | 19 saisons  | 11e             |
| 11 | Koninklijke Sint-Niklaasse Sportkring                  | 221  | St-Nicolas/Waas | Puyenbeke       | 1964-1965 (5e)  | 22 saisons  | 9e              |
| 12 | Royal Crossing Club de Molenbeek                       | 451  | Molenbeek       | du Sippelberg   | 1962-1963 (7e)  | 7 saisons   | 13e             |
| 13 | K Waterschei SV THOR Genk                              | 553  | Genk            | André Dumont    | 1964-1965 (5e)  | 18 saisons  | 14e             |
| 14 | Patro Eisden                                           | 3434 | Eisden          | ??              | 1961-1962 (8e)  | 8 saisons   | 7e              |
| 15 | Koninklijke Sportvereniging Cercle Bruges              | 12   | Bruges          | Edgard De Smedt | 1968-1969 (1re) | 14 saisons  | 1er Division 3B |
| 16 | Koninklijke Football Club Turnhout                     | 148  | Turnhout        | Villapark       | 1968-1969 (1re) | 31 saisons  | 1er Division 3A |

### Localisation
| \| Ostende CS Brugeois St-Nicolas Antwerp FC Berchem Sp. Turnhout Herentals Crossing Diest Waterschei P. Eisden Tilleur Seraing Verviers Olympic RC Tournai \| Localisation des clubs engagés en Division 2 1968-1969 |
| Ostende CS Brugeois St-Nicolas Antwerp FC Berchem Sp. Turnhout Herentals Crossing Diest Waterschei P. Eisden Tilleur Seraing Verviers Olympic RC Tournai                                                              |

## Classement & Résultats
- Le nom des clubs est celui employé à l'époque

Légende
- Champion et promu en Division 1 la saison suivante
- Promu en Division 1 la saison suivante
- clubs relégués en Division 3 la saison suivante

Abréviations
 : Relégué de Division 1
 : Promu de Division 3

### Classement final
| Rang | Équipe                     | Pts | J  | G  | N  | P  | Bp | Bc | Diff |
| ---- | -------------------------- | --- | -- | -- | -- | -- | -- | -- | ---- |
| 1    | AS OOSTENDE                | 41  | 30 | 18 | 5  | 7  | 62 | 33 | +29  |
| 2    | R. Crossing FC Molenbeek   | 41  | 30 | 17 | 7  | 6  | 46 | 27 | +19  |
| 3    | K. Waterschei SV THOR Genk | 40  | 30 | 16 | 8  | 6  | 49 | 27 | +22  |
| 4    | K. SV Cercle Brugge        | 37  | 30 | 14 | 9  | 7  | 39 | 20 | +19  |
| 5    | R. Olympic CC              | 34  | 30 | 12 | 10 | 8  | 35 | 29 | +6   |
| 6    | K. Berchem Sport           | 32  | 30 | 12 | 8  | 10 | 44 | 41 | +3   |
| 7    | K. FC Diest                | 30  | 30 | 11 | 8  | 11 | 41 | 30 | +11  |
| 8    | K. FC Turnhout             | 30  | 30 | 10 | 10 | 10 | 35 | 31 | +4   |
| 9    | R. Tilleur FC              | 30  | 30 | 10 | 10 | 10 | 41 | 40 | +1   |
| 10   | Patro Eisden               | 28  | 30 | 7  | 14 | 9  | 28 | 31 | -3   |
| 11   | R. RC Tournaisien          | 27  | 30 | 8  | 11 | 11 | 29 | 45 | -16  |
| 12   | R. Antwerp FC              | 26  | 30 | 10 | 6  | 14 | 40 | 39 | +1   |
| 13   | K. Sint-Niklaasse SK       | 24  | 30 | 10 | 4  | 16 | 35 | 42 | -7   |
| 14   | R. CS Verviétois           | 23  | 30 | 7  | 9  | 14 | 22 | 44 | -22  |
| 15   | K. FC Herentals            | 20  | 30 | 5  | 10 | 15 | 18 | 60 | -42  |
| 16   | R. FC Sérésien             | 17  | 30 | 6  | 5  | 19 | 25 | 50 | -25  |

### Leader du classement journée par journée
La « ligne du temps » ci-dessous renseigne le premier du classement « à la fin des journées effectives » et « ce chronologiquement par rapport au plus grand nombre de parties jouées ». Concrètement cela signifie l'équipe totalisant le plus de points quant au moins une formation a disputé le nombre de journées en question, que ce leader ait ou pas joué ce nombre de matches. Cela essentiellement en cas de remises partielles ou de rencontres décalées.
- En cas d'égalité de points et de victoires, le leader donné est l'équipe ayant la meilleure différence de buts, même si pour rappel ce critère n'est pas pris en compte pour départager les formations en cas de montée ou descente.

- Note: Lors de la 4e journée, égalité parfaite (7 pts, 3v) entre Ostende, Berchem et le Crossing. Ce dernier est placé leader en raison de sa meilleure différence de buts à ce moment.

#### Résultats des rencontres
Avec seize clubs engagés, 240 matches sont au programme de la saison.
| Résultats (▼dom., ►ext.)                                   | ANT | BER | BRU | DIE | TOU | HER | CRO | OLY | OST | PAT | SER | STN | TIL | TUR | VER | WAT |
| R. Antwerp FC                                              |     | 2-3 | 1-1 | 5-3 | 3-0 | 0-0 | 1-2 | 0-0 | 2-6 | 3-0 | 2-0 | 0-0 | 2-0 | 1-3 | 4-0 | 1-1 |
| K. Berchem Sport                                           | 0-1 |     | 2-0 | 3-0 | 4-0 | 3-0 | 3-2 | 0-0 | 3-2 | 1-2 | 1-0 | 1-1 | 1-0 | 1-1 | 1-0 | 1-0 |
| K. SV Cercle Brugge                                        | 2-1 | 2-0 |     | 0-0 | 3-0 | 3-0 | 1-0 | 2-1 | 0-0 | 2-0 | 1-2 | 1-0 | 0-0 | 3-0 | 2-1 | 4-1 |
| K. FC Diest                                                | 3-1 | 1-1 | 2-1 |     | 3-0 | 1-1 | 0-0 | 1-0 | 0-1 | 1-1 | 0-0 | 3-1 | 5-2 | 0-2 | 0-1 | 5-2 |
| R. RC Tournaisien                                          | 0-0 | 2-3 | 1-1 | 0-0 |     | 1-1 | 2-4 | 1-0 | 2-3 | 0-0 | 4-0 | 2-0 | 1-1 | 1-0 | 0-0 | 0-4 |
| K. FC Herentals                                            | 0-5 | 1-1 | 1-0 | 1-4 | 0-0 |     | 0-4 | 0-0 | 1-1 | 2-1 | 2-1 | 1-2 | 1-3 | 1-0 | 0-4 | 0-1 |
| R. Crossing FC Mol.                                        | 2-1 | 2-0 | 0-4 | 1-1 | 1-2 | 0-0 |     | 1-1 | 2-1 | 2-1 | 1-0 | 2-1 | 2-0 | 1-0 | 3-0 | 2-2 |
| R. Olympic CC                                              | 3-1 | 1-0 | 1-0 | 1-0 | 2-0 | 1-0 | 0-1 |     | 2-1 | 0-0 | 2-0 | 4-0 | 2-2 | 2-1 | 3-1 | 1-5 |
| AS Oostende KM                                             | 2-1 | 3-2 | 0-0 | 1-0 | 4-1 | 5-1 | 3-1 | 3-0 |     | 1-1 | 3-0 | 1-4 | 4-2 | 1-0 | 6-0 | 2-1 |
| Patro Eisden                                               | 1-0 | 1-1 | 1-1 | 2-1 | 0-0 | 1-1 | 1-4 | 2-0 | 1-4 |     | 4-0 | 2-1 | 1-1 | 0-0 | 3-0 | 0-1 |
| R. FC Sérésien                                             | 0-1 | 5-3 | 0-1 | 0-3 | 0-2 | 6-0 | 0-3 | 1-1 | 0-1 | 0-0 |     | 2-0 | 3-1 | 1-3 | 2-1 | 0-3 |
| K. St-Niklaasse SK                                         | 2-0 | 3-1 | 0-2 | 1-0 | 1-2 | 3-0 | 0-1 | 1-1 | 1-2 | 2-2 | 3-1 |     | 0-2 | 3-2 | 1-0 | 1-0 |
| R. Tilleur FC                                              | 0-1 | 4-1 | 3-1 | 1-0 | 1-3 | 1-1 | 0-0 | 1-4 | 1-0 | 1-0 | 0-0 | 3-2 |     | 4-1 | 4-0 | 1-1 |
| K. FC Turnhout                                             | 1-0 | 1-1 | 1-1 | 0-2 | 4-0 | 3-0 | 1-0 | 1-1 | 1-0 | 0-0 | 2-0 | 2-1 | 1-1 |     | 1-1 | 2-3 |
| R. CS Verviétois                                           | 3-1 | 2-2 | 0-0 | 0-2 | 1-1 | 0-1 | 0-0 | 2-0 | 1-1 | 0-0 | 2-1 | 1-1 | 1-0 | 0-0 |     | 0-3 |
| K. Waterschei SV THOR                                      | 1-0 | 2-0 | 1-0 | 1-0 | 1-1 | 5-1 | 1-2 | 1-1 | 2-0 | 1-0 | 0-0 | 1-0 | 1-1 | 1-1 | 2-0 |     |
| - Victoire à domicile - Match nul - Victoire à l'extérieur |     |     |     |     |     |     |     |     |     |     |     |     |     |     |     |     |

### Résumé
Après cinq journées, Berchem Sport occupe seul la tête avec 9 points devant le Crossing Molenbeek et Ostende (7, 3v) et l'Olympic de Charleroi (7, 2v) qui redescende de « D1 ». Berchem et les « Dogues » sont les deux dernières équipes invaincues. Les moins bons départs sont ceux de Seraing (3, 1v), Verviers (3, 0v) et surtout le RC Tournai (0).
Avant le déroulement de la 6e journée, se déroule la rencontre«  Crossing-Antwerp » avancée de la 10e journée. La victoire (2-1) des « Crossingmen » les placent en tête. Ils conservent ce leadership que trois journées, soit jusqu'à leur défaite à Ostende (3-1)  lors de la journée n°9. À ce moment, c'est l'Antwerp, l'autre descendant de l'élite, qui totalise le plus de points: 14. Berchem connaît un sérieux coup de frein avec 2 points sur 8 (défaites à Waterschei 2-0 et contre le Patro Eisden 1-2). Après un nul (0-0 à Herentals), l'Olympic de Charleroi subit trois revers: cintre le Crossing (0-1), au « Patro »  (2-0) et au Cercle de Bruges (2-1) qui remonte de « D3 ». Les « Dogues » sont renvoyés dans la seconde partie du classement même après leur succès contre Berchem (1-0). Derrière le « Great Old anversois » (14, 6v), on retrouve Ostende (14, 5v), le Crossing (13) et deux formations qui se sont bien replacée:  le CS Brugeois et Diest. Le RC Tournai et le FC Herentals (6), le CS Verviers (5) et FC Sérésien (4) ferment la marche.

#### Regroupement
Lors des journées « 11 » et « 12 », les équipes occupent les premières places piétinent. Ainsi, l'Antwerp partage avec l'Olympic (0-0) puis s'incline (2-1) au CS Brugeois. L'AS Ostende concède un nul (1-1) contre le Patro Eisden puis va se faire battre (2-1) à l'Olympic. Le Crossing est battu à Turnhout (1-0) puis au « Sippelerg » contre le RC Tournai (1-2). Les positions se resserrent et on assiste à un regroupement de douze clubs sur 4 points. Les quatre derniers restent inchangés, mais trois d'entre eux gagne un match. Seul Herentals se contente d'un partage.
Avant la 13e journée, le Crossing Molenbeek bat le CS Verviétois (3-0) dans une rencontre avancée de la « 14e ». Comme les « Crossingmen » gagnent ensuite à Waterschei (1-2), ils se retrouvent avec le plus grand nombre de points. Mais une fois les équipes réalignées lors de la « journée 14 », Ostende qui van s'imposer nettement au Bosuil (2-6) se hisse sur la première marche. Le club côtier vire en tête à la fin du premier tour après une victoire (2-1) contre Berchem Sport. Les écarts sont relativement faibles (les 8 premiers groupés sur 4 points, les 12 premiers groupés sur 6 points). Six points, c'est aussi l'espacement entre le 12e et le 16e. Les jeux restent donc ouverts à tous points de vue? 
| Classement le 7 janvier 1969 |                       |    |    |   |   |    |                   |    |    |   |   |     |                 |    |    |   |   |     |                |    |    |   |
| P                            | Clubs                 | J  | P  | V |   | P  | Clubs             | J  | P  | V |   | P   | Clubs           | J  | P  | V |   | P   | Clubs          | J  | P  | V |
| 1.                           | AS Oostende           | 15 | 20 | 8 | X | 4. | Tilleur FC        | 15 | 17 | 7 | X | 9.  | St-Niklaasse SK | 15 | 15 | 7 | X | 12. | RC Tournaisien | 15 | 11 | 3 |
| 2.                           | Crossing FC Molenbeek | 15 | 19 | 9 | X | 6. | Olympic Charleroi | 15 | 17 | 5 | X | 10. | FC Diest        | 15 | 15 | 5 | X | 14. | FC Herentals   | 15 | 10 | 2 |
| 3.                           | Cercle Brugge         | 15 | 18 | 7 | X | 7. | Berchem Sport     | 15 | 16 | 7 | X | 11. | Patro Eisden    | 15 | 15 | 4 | X | 15. | FC Sérésien    | 15 | 9  | 3 |
| 4.                           | Antwerp FC            | 15 | 17 | 7 | X | 7. | THOR Waterschei   | 15 | 16 | 7 | X | 12. | FC Turnhout     | 15 | 14 | 4 | X | 16. | CS Verviétois  | 15 | 8  | 1 |

La première journée du second tour confirme l'étroitesse des écarts. Seraing atomise Herentals (6-0), un concurrent direct dans le bas du tableau. Alors que la « lanterne rouge », Verviers, freine les ardeurs des « Dogues » de l'Olympic qui s'étaient replacés (2-0). Ostende perd (1-0) à Turnhout et doit laisser la première place au Crossing pourtant accroché (0-0) à Diest. Tilleur, auteur d'un début de campagne assez moyen, revient en 3e position après sa nette victoire sur Berchem (4-1).

#### Incertitude prolongée
Au terme de la 18e journée, malgré un partage (0-0) à Tilleur, le Crossing (23) reste en tête devant le Cercle de Bruges et Tilleur (22, 9v) puis Ostende (22, 8v) qui a été défait (2-0) à Waterschei. Avec 21 points, les « Thorians » restent dans la course alors que l'Olympic, battu à Diest (1-0), patine à 19, tout comme l'Antwerp qui n'a plus gagné depuis la 13e journée. St-Nicolas/Waas et Turnhout semblent distancés pour de bon. Les équipes du bas ont toutes pris des points. À ce moment-là, Seraing (12, 4v) n'est plus relégable devant Verviers (12, 3v)et Herentals (11, 2v).
Le 9 février 1969, seule la rencontre « Seraing-Cercle de Bruges » peut se dérouler. Victorieux, les « Verts et Noirs » passent en tête. En raison d'une poussée hivernale, la compétition est alors interrompue presque un mois. Les matches ne reprennent que le 2 mars 1969 avec la 21e journée.
| Positions le 9 février 1969 |                    |       |       |       |     |     |     |          |                 |          |          |          |
| Top 6                       | Top 6              | Top 6 | Top 6 | Top 6 | ... | ... | ... | Bottom 6 | Bottom 6        | Bottom 6 | Bottom 6 | Bottom 6 |
| P                           | Clubs              | J     | P     | V     |     |     |     | P        | Clubs           | J        | P        | V        |
| 1.                          | Cercle Brugge      | 20    | 25    | 10    | X   | ... | X   | 11.      | St-Niklaasse SK | 19       | 17       | 7        |
| 2.                          | Crossing Molenbeek | 19    | 24    | 10    | X   | ... | X   | 12.      | FC Turnhout     | 19       | 17       | 5        |
| 3.                          | AS Oostende        | 19    | 24    | 10    | X   | ... | X   | 13.      | RC Tournaisien  | 19       | 14       | 4        |
| 4.                          | Tilleur FC         | 19    | 23    | 9     | X   | ... | X   | 14.      | FC Sérésien     | 20       | 12       | 4        |
| 4.                          | THOR Waterschei    | 19    | 23    | 9     | X   | ... | X   | 15.      | CS Verviétois   | 19       | 12       | 3        |
| 6.                          | Olympic Charleroi  | 19    | 21    | 7     | X   | ... | X   | 16.      | FC Herentals    | 19       | 12       | 2        |

Le « matricule 12 » ne profite du commandement  que durant l'interruption de la compétition. Lorsque les matches reprennent, le « Cercle » est tenu en échec par Tilleur (0-0) puis battu à Herentals (1-0). C'est le Crossing qui repasse devant, mais celui-ci partage (1-1) avec l'Olympic c'est l'AS Ostende, victorieuse à Seraing (0-1), qui occupe la première place. Les journées « 23 » et « 24 » proposent des chocs au sommet. Dans un premier temps, le Cercle de Bruges bat le Crossing (1-0) alors qu'Ostende renvoie Tilleur (4-2). Les « Métallos » enterrent là leurs dernières illusions. La semaine suivante, le Crossing s'impose (1-0) contre le meneur ostendais. Bruges n'en profite pas, il est battu (1-0) à l'Olympic qui veut encore y croire. Pendant ce temps, THOR Waterschei aligne un quatrième succès en cinq sorties et vient se placer en 3e position.

#### Cela se décante
La 25e journée et la 20e, remise en son temps, disputée juste après, confirment les tendances qui se dessiner. Le haut du tableau se décante et on y voit plus clair. Ostende, le Crossing et Waterschei se tiennent dans un mouchoir avec le Cercle de Bruges et l'Olympic en poursuite. En bas de la grille, la cause semble entendue pour Seraing par contre la bagarre reste intense entre St-Nicolas, Herentals et Verviers alors que Diest n'est pas totalement à l'abri.
| Positions le 20 avril 1969 |                    |       |       |       |     |     |     |          |                 |          |          |          |
| Top 5                      | Top 5              | Top 5 | Top 5 | Top 5 | ... | ... | ... | Bottom 5 | Bottom 5        | Bottom 5 | Bottom 5 | Bottom 5 |
| P                          | Clubs              | J     | P     | V     |     |     |     | P        | Clubs           | J        | P        | V        |
| 1.                         | AS Oostende        | 25    | 34    | 15    | X   | ... | X   | 11.      | FC Diest        | 25       | 22       | 7        |
| 2.                         | Crossing Molenbeek | 25    | 33    | 14    | X   | ... | X   | 12.      | St-Niklaasse SK | 25       | 19       | 9        |
| 3.                         | THOR Waterschei    | 25    | 32    | 13    | X   | ... | X   | 14.      | FC Herentals    | 25       | 19       | 5        |
| 4.                         | Cercle Brugge      | 25    | 30    | 12    | X   | ... | X   | 15.      | CS Verviétois   | 25       | 18       | 5        |
| 4.                         | Olympic Charleroi  | 25    | 30    | 10    | X   | ... | X   | 16.      | FC Sérésien     | 25       | 12       | 4        |

Lors de la 26e journée, les équipes de tête croisent tranquillement, même si Waterschei est tenu en échec à Tilleur (1-1). Dans le bas, contre St-Nicolas/Waas, Diest obtient la victoire qu'il faut pour se rassurer (3-1). Seraing remporte (2-1) le « match de la dernière chance » contre Verviers. Une semaine plus tard, l'Olympic Charleroi lâche prise en s'inclinant (3-1) à l'Albertpark d'Ostende. Le Cercle de Bruges étant accroché (1-1) à l'Antwerp, le trio de tête se détache. Dans la « zone rouge », c'est cette fois Verviers qui prend une grande bouffée d'oxygène en gagnant (1-0) contre Tilleur.
De nombreuses décisions tombent lors de la 29e journée. Ostende s'impose (2-1) contre l'Antwerp et est sacré champion car le Crossing partage (0-0) à Verviers. Le club côtier à deux points et deux victoires de mieux que les Bruxellois. Le point pris par les « Béliers » est décisif aussi concernant le maintien. En effet, Herentals battu (3-1) à St-Nicolas est relégué car il compte trois points de retard sur son vainqueur du jour et sur les Verviétois.
La dernière interrogation, le seconde place montante, trouve sa réponse à l'occasion de l'ultime journée. THOR Waterschei va gagner amplement (1-5) à l'Olympic Charleroi, mais échoue à un point du Crossing Molenbeek qui bat St-Nicolas (2-1) et rejoint aussi la « D1 ». Paradoxe de l'Histoire, pour la commune de Molenbeek. Alors que l'on fait la fête au Sippelberg, à quelques centaines de mètres, les larmes coulent au stade Bossaert, car le Daring est renvoyé en « D2 ».

### Meilleur buteur
- Albert Verschelde (AS Ostende), 24 buts

## Récapitulatif de la saison
- Champion: AS Oostende KM (1er titre en D2)
  - 2e promu: R. Crossing FC Molenbeek
- Septième titre de D2 pour la Province de Flandre occidentale

| Région flamande (9)             | Région flamande (9) | Province de Brabant (2)      | Province de Brabant (2) | Région wallonne (5)    | Région wallonne (5) |
| ------------------------------- | ------------------- | ---------------------------- | ----------------------- | ---------------------- | ------------------- |
| Province d'Anvers               | 4                   | Région de Bruxelles-Capitale | 1                       | Province de Hainaut    | 2                   |
| Province de Flandre-Occidentale | 2                   | Province du Brabant flamand  | 1                       | Province de Liège      | 3                   |
| Province de Flandre-Orientale   | 1                   | Province du Brabant wallon   | 0                       | Province de Luxembourg | 0                   |
| Province de Limbourg            | 2                   |                              |                         | Province de Namur      | 0                   |

1. ↑  Au niveau footballistique, la province de Brabant est toujours unitaire malgré sa partition territoriale en 1995.

### Admission et relégation
Championne, l'AS Ostende remporte son premier titre de Division 2 et de monte en Division 1 en compagnie du Crossing de Molenbeek.
Pour ces deux clubs c'est la toute première fois de leur Histoire qu'ils accèdent à la plus haute division belge. Ils deviennent les 54e et 55e cercles différents à avoir cet honneur. Le club côtier est le 7e de sa Province de Flandre occidentale à rejoindre l'élite national. Les Bruxellois sont les 18e Brabançons différents, les 4e du Brabant flamand. Le Crossing est le 15e club de la Capitale à entrer parmi « les Grands ».
À noter que le Crossing de Molenbeek entre en Division 1 alors que l'autre club de la commune, le célèbre Daring en est relégué définitivement. Les dirigeants crossingmen vont pourtant quitter leur commune et déménager vers Schaerbeek. L'autre descendant de D1 est le « Club Malinois ».
Le K. FC Herentals et le R. FC Sérésien descendent en Division 3. Herentals n'apparaîtra plus en D2 que 29 ans plus tard pour ce qui sera la dernière saison de son Histoire ! Le FC Sérésien entame aussi une « traversée du désert », avec deux chutes en Promotion. Le « matricule 17 » ne retrouva la 2e niveau que 12 saisons plus tard.
Le RC Mechelen et le SV Sottegem sont sacrés en D3 et montent d'un étage. Pour Sottegem, c'est une première accession au 2e niveau du foot' belge.

## Débuts en D2
Un club évolue pour la toute première fois de son Histoire au 2e étage national du football belge. Il est le 105e club différent à atteindre ce niveau.
- R. Antwerp FC 26e club anversois différent à atteindre ce niveau.

## Déménagement - Fusion - Changement d'appellation
Durant l'intersaison, le Royal Crossing de Molenbeek, porteur du matricule 55 (promu vers la « Division 1 ») déménage de la commune bruxelloise de Molenbeek-Saint-Jean vers celle de Schaerbeek. Le club fusionne avec le Royal Club Sportif de Schaerbeek (matricule 451) et s'installe dans le stade du Parc Josaphat en prenant l'appellation de R. Crossing de Schaerbeek. Toutefois le club formé continue d'évoluer sous le matricule 55.